# صموئيل غريني
صموئيل غريني (بالإنجليزية: Samuel Greene)‏ هو ضابط أمريكي، ولد في 11 فبراير 1839 في كمبرلاند في الولايات المتحدة، وتوفي في 11 ديسمبر 1884 في بورتسموث في الولايات المتحدة.